# Desfibril·lació

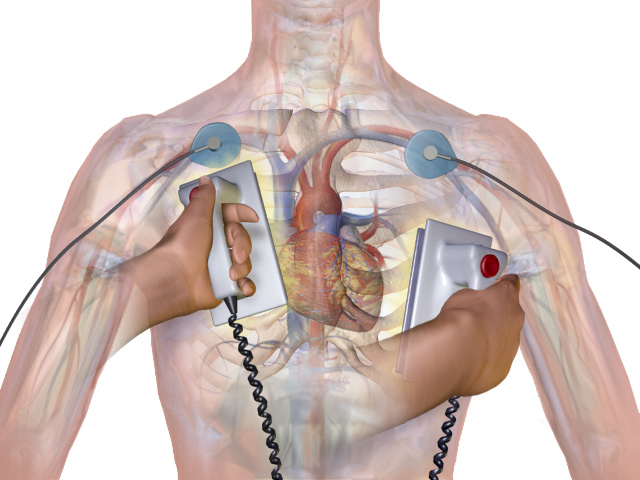
Vista de la posició de les plaques (subjectades per les mans) utilitzades per a la desfibril·lació.
En la part superior del tòrax hi ha enganxats els elèctrodes de seguiment electrocardiogràfic

La desfibril·lació és el tractament d'elecció de les arrítmies cardíaques potencialment mortals: la fibril·lació ventricular i la taquicàrdia ventricular sense pols. La desfibril·lació consisteix a emetre un impuls de corrent continu (amb un dispositiu anomenat desfibril·lador) al cor, d'una intensitat suficient per a despolaritzar simultàniament totes les cèl·lules miocardíaques per tal que aquestes puguin reprendre (si no estan molt malmeses) el seu ritme sinusal normal, o un altre d'eficaç.
Els desfibril·ladors poden ser externs, transvenosos o implantats, en funció del tipus de dispositiu utilitzat o necessari. Algunes unitats externes, conegudes com a desfibril·ladors externs automàtics (DEA), permeten a més el diagnòstic de les arrítmies tractables, de manera que socorristes o persones inexpertes són capaces d'utilitzar-los amb èxit.

## Història

Monitor del ritme cardíac amb desfibril·lador

Els primers desfibril·ladors es van utilitzar amb caràcter demostratiu l'any 1899 per part de Jean-Louis Prévost i Frédéric Batelli, dos fisiòlegs de la Universitat de Ginebra (Suïssa). Van descobrir que petits xocs elèctrics podien induir a la fibril·lació ventricular en gossos, i que càrregues més potents revertien el procés.
L'any 1933, el Dr. Albert Hyman, un cardiòleg al Beth Davis Hospital de Nova York, i C. Henry Hyman, un enginyer elèctric, cercaven una alternativa a la injecció de medicaments molt potents directament al cor, i van inventar un aparell que emprava un xoc elèctric en lloc d'una injecció de medicament. Aquest invent fou anomenat l'Hyman Otor, i emprava una agulla buida per introduir un cable aïllat prop del cor per aplicar el xoc elèctric, servint-se de l'agulla com una punta del circuit i de la punta del cable com la punta que el tancava. Es desconeix l'èxit de l'Hyman Otor.
El primer cop que es va utilitzar un desfibril·lador en un ésser humà va ser l'any 1947, de la mà de Claude Beck un professor de cirurgia a la Case Western Reserve University que considerava que a vegades la fibril·lació ventricular s'esdevenia en cors essencialment sans. Beck va emprar la tècnica amb èxit per primer cop en un nen de 14 anys que es va sotmetre a una operació per resoldre un defecte congènit al seu pit. Se li obrí la caixa toràcica, i es va aplicar un massatge cardíac manual durant 45 minuts fins que va arribar el desfibril·lador. Beck va posar elèctrodes interns a cada costat del cor i, amb l'ajut d'un fàrmac antiarrítmies, va aconseguir que el cor recuperés un ritme sinusal normal.
Aquests desfibril·ladors primitius utilitzaven el corrent altern que prenien d'un endoll, transformada dels 110-240 Volts de la xarxa elèctrica pública a entre 300 i 1000 Volts, que eren aplicats al cor mitjançant elèctrodes en forma de pala. la tècnica sovint no era efectiva per revertir la fibril·lació ventricular, i estudis morfològics post mortem revelaven danys a les cèl·lules del miocardi. Aquests aparells, dotats d'un transformador de grans dimensions, eren difícils de transportar, i acostumaven a ser grans aparells que es desplaçaven sobre rodes.